# Internationales Werner-Seelenbinder-Gedenkturnier 1986
Das Internationale Werner-Seelenbinder-Gedenkturnier 1986 fand vom 20. bis zum 21. September 1986 in Berlin statt. Es war die 14. Auflage dieser internationalen Meisterschaften der DDR im Badminton.

## Medaillengewinner
| Disziplin    | Gold                                                                     | Silber                                                                        | Bronze                                                       |
| ------------ | ------------------------------------------------------------------------ | ----------------------------------------------------------------------------- | ------------------------------------------------------------ |
| Herreneinzel | Thomas Mundt (Einheit Greifswald)                                        | Edgar Michalowski (Einheit Greifswald)                                        | Gábor Petrovits (Ungarn)                                     |
| Herreneinzel | Thomas Mundt (Einheit Greifswald)                                        | Edgar Michalowski (Einheit Greifswald)                                        | Frank-Thomas Seyfarth (Fortschritt Tröbitz)                  |
| Dameneinzel  | Tatyana Litvinenko (UdSSR)                                               | Monika Cassens (HSG Lok HfV Dresden)                                          | Bożena Siemieniec (Polen)                                    |
| Dameneinzel  | Tatyana Litvinenko (UdSSR)                                               | Monika Cassens (HSG Lok HfV Dresden)                                          | Diana Koleva (Bulgarien)                                     |
| Herrendoppel | Thomas Mundt / Kai Abraham (Einheit Greifswald / EBT Berlin)             | Jeliazko Valkov / Valeriy Lebedev (Bulgarien / UdSSR)                         | Pawel Wasilewski / Marcin Paluch (Polen)                     |
| Herrendoppel | Thomas Mundt / Kai Abraham (Einheit Greifswald / EBT Berlin)             | Jeliazko Valkov / Valeriy Lebedev (Bulgarien / UdSSR)                         | Zdeněk Musil / Tomasz Mendrek (ČSSR)                         |
| Damendoppel  | Tatyana Litvinenko / Viktoria Pron (UdSSR)                               | Monika Cassens / Petra Michalowsky (HSG Lok HfV Dresden / Einheit Greifswald) | Zofia Żółtańska / Bożena Siemieniec (Polen)                  |
| Damendoppel  | Tatyana Litvinenko / Viktoria Pron (UdSSR)                               | Monika Cassens / Petra Michalowsky (HSG Lok HfV Dresden / Einheit Greifswald) | Diana Koleva / Kremena Ivanova (Bulgarien)                   |
| Mixed        | Thomas Mundt / Monika Cassens (Einheit Greifswald / HSG Lok HfV Dresden) | Jeliazko Valkov / Diana Koleva (Bulgarien)                                    | Edgar Michalowski / Angela Michalowski (Einheit Greifswald)  |
| Mixed        | Thomas Mundt / Monika Cassens (Einheit Greifswald / HSG Lok HfV Dresden) | Jeliazko Valkov / Diana Koleva (Bulgarien)                                    | Erfried Michalowsky / Petra Michalowsky (Einheit Greifswald) |